# Jeremy Lusk
Jeremy Lusk (ur. 26 listopada 1984 w San Diego, zm. 10 lutego 2009 w San José) – amerykański zawodowy motocyklista startujący w zawodach freestyle motocrossu. Członek grupy sportowej Metal Mulisha.
W 2008 zdobył złoty i srebrny medal w zawodach X Games i brązowy hełm w mistrzostwach świata Moto X. Uczestniczył w zawodach Red Bull X-Fighters rozegranych 6 września 2008 z okazji zamknięcia Stadionu Dziesięciolecia w Warszawie.
Po nieudanym wykonaniu triku "Hart Attack backflip" w czasie zawodów w San José 7 lutego 2009 został przewieziony do szpitala Calderon Hospital, gdzie zmarł 3 dni później.

## Osiągnięcia
- 2008: X Games Meksyk – Moto X Najlepszy Trick – Złoto
- 2008: X Games Moto X Freestyle – Złoto
- 2008: X Games Moto X Best Trick – Srebro
- 2008: Red Bull X-Fighters – klasyfikacja generalna – 4. miejsce
- 2008: Red Bull X-Fighters – Teksas – 3. miejsce
- 2008: Red Bull X-Fighters – Warszawa – 4. miejsce
- 2008: Mistrzostwa Świata Moto X – Moto X Freestyle – Brąz
- 2007: AST Dew Tour – Klasyfikacja generalna – 4. miejsce
- 2007: AST Dew Tour – Orlando, Floryda – 4. miejsce
- 2007: AST Dew Tour – Salt Lake City, Utah – 3. miejsce
- 2007: AST Dew Tour – Portland, Oregon – 7. miejsce
- 2007: X Games Moto X Freestyle – 4. miejsce
- 2007: X Games Moto X Najlepszy trick – 5. miejsce
- 2007: AST Dew Tour – Cleveland, Ohio – 7. miejsce
- 2007: AST Dew Tour – Baltimore, Maryland – 5. miejsce
- 2007: Red Bull X-Fighters – Irlandia – 4. miejsce[3]